# Джейсон Тейтум
Джейсон Крістофер Тейтум (англ. Jayson Christopher Tatum; народився 3 березня 1998 року в Сент-Луїсі, штат Міссурі, Сполучені Штати) — американський професійний баскетболіст, який виступає за команду Національної баскетбольної асоціації «Бостон Селтікс». Грає на позиції легкого форварда. Виступав за команду Дьюк в студентському баскетболі. Був обраний на драфті НБА 2017 року першому раунді під загальним третім номером.

## Кар'єра в НБА
22 червня 2017 року Джейсон Тейтум був обраний на драфті НБА 2017 року за загальним третім номером командою «Бостон Селтікс».

## Виступи за національну збірну
Джейсон Тейтум виступав за збірну США на чемпіонаті світу з баскетболу серед юнаків до 17 років у 2014 році в Об'єднаних Арабських Еміратах. Джейсон представляв США на чемпіонаті світу з баскетболу серед юнаків до 19 років у 2015 році в Греції.